# Teodor Narbutt
Teodor Narbutt, poljsko-litvanski zgodovinar, pisatelj, novinar, arheolog in vojaški inženir, * 8. november 1784, † 27. november 1864, Vilna.